# Michael Houck
Michael Houck (* 1959) ist ein ehemaliger US-amerikanischer Ringer. Er war Weltmeister 1985 im griech.-röm. Stil im Halbschwergewicht.

## Werdegang
Michael Houck begann als Jugendlicher auf einem College in Minnesota mit dem Ringen. Er entwickelte sich dabei zu einem hervorragenden Ringer im griech.-röm. Stil. Er wurde Mitglied des Minnesota Wrestling Clubs und, nachdem er sich in die US-amerikanische Spitzenklasse hineingekämpft hatte, von Dan Chandler trainiert.
Nach mehreren Erfolgen im Studentenringen (NCAA) startete er 1981 erstmals bei einer internationalen Meisterschaft, der Weltmeisterschaft in Oslo im Halbschwergewicht. Er musste dort aber Lehrgeld bezahlen, denn er verlor seine ersten beiden Kämpfe gegen János Fodor aus Ungarn und Igor Kanygin aus der Sowjetunion und belegte in der Endabrechnung den 10. Platz.
1982 wurde er erstmals US-amerikanischer Meister im Halbschwergewicht. Er wiederholte diesen Titelgewinn in den Jahren 1984 und 1985. Im Jahre 1983 nahm er wieder an der Weltmeisterschaft teil, die in Kiew stattfand. Erneut musste er dort aber nach zwei Niederlagen ausscheiden.
1984 kämpfte er mit Steve Fraser in den sog. Trials um den Startplatz bei den Olympischen Spielen in Los Angeles. In mehreren harten Kämpfen setzte sich Steve Fraser durch, der dann auch Olympiasieger wurde.
Michael Houck gab aber nicht auf und nahm 1985 in Kolbotn/Norwegen erneut an der Weltmeisterschaft teil. Inzwischen gereift und physisch sehr stark, schaffte er dort eine kleine Sensation, denn er besiegte im Endkampf um den WM-Titel den mehrfachen sowjetischen Weltmeister und Olympiasieger Igor Kanygin und wurde der erste US-amerikanische Ringer, der im griech.-röm. Stil einen Weltmeistertitel gewann.
Nach diesem Sieg startete er bei keinen großen internationalen Meisterschaften mehr. Er setzte seine Ausbildung am Maranatha Baptist Bible College fort, wurde Jugendtrainer im Ringen und war von 1990 bis 1995 als Nachfolger von Dan Chandler Trainer der US-amerikanischen Nationalmannschaft der Ringer im griech.-röm. Stil. Er arbeitet nunmehr im Erziehungswesen in Minnesota und wohnt in Victoria, Minnesota.

## Internationale Erfolge
(alle Wettbewerbe im griechisch-römischen Stil, WM = Weltmeisterschaft, Halbschwergewicht, damals bis 90 kg Körpergewicht)
| Jahr | Platz | Wettbewerb             | Gewichtsklasse | |
| 1981 | 10.   | WM in Oslo             | Halbschwer     | nach Niederlagen gegen János Fodor, Ungarn u. Igor Kanygin, UdSSR                                                               |
| 1982 | 5.    | World-Cup in Budapest  | Halbschwer     | hinter Igor Kanygin, Norbert Növényi, Ungarn, Franz Pitschmann, Österreich u. Redak Tatawi, Ägypten u. vor Tamio Iwamura, Japan |
| 1983 | 9.    | WM in Kiew             | Halbschwer     | Sieger: Igor Kanygin vor Atanas Komtschew, Bulgarien u. Norbert Növényi                                                         |
| 1985 | 1.    | WM in Kolbotn/Norwegen | Halbschwer     | vor Igor Kanygin, Atanas Komtschew, Ilie Matei, Rumänien, Bogdan Merkiel, Polen und Frank Andersson, Schweden                   |
| 1988 | 4.    | World Cup in Athen     | Halbschwer     | hinter Sjarhej Dsjamjaschkewitsch, UdSSR, Sotirios Anagnastopoulos, Griechenland u. Guillermo Cruz, Kuba                        |

## Weblink
Profil von Michael Houck bei United World Wrestling
| Personendaten    | Personendaten            |
| ---------------- | ------------------------ |
| NAME             | Houck, Michael           |
| ALTERNATIVNAMEN  | Houck, Mike              |
| KURZBESCHREIBUNG | US-amerikanischer Ringer |
| GEBURTSDATUM     | 1959                     |